# Ha*Ash (álbum)
Ha*Ash é o álbum de estreia de estúdio da dupla americana de música pop country Ha*Ash, composta pelas irmãs Hanna Nicole e Ashley Grace. Foi lançado em 11 de maio de 2003 pela Sony Music Latin, e foi apoiado por três singles: "Odio amarte", "Estés en donde estés", e "Te quedaste".

## Lançamento e gravação
Entre 2002 e 2003, gravaram seu primeiro álbum Ha*Ash, produzido por Áureo Baqueiro. Seu primeiro single foi "Odio amarte" com o qual elas caíram no gosto do público adolescente do México. «Estés en donde estés»  tornou-se o segundo single e foi tema de uma novela (Clap... el lugar de tus sueños) do canal Televisa, além de se tornar alvo de uma campanha publicitária de uma marca de eletrônicos bem conhecida. Em 2003, elas lançaram "Te quedaste", seu terceiro e último single oficial do álbum. Os dois últimos singles lançados foram "Soy mujer" e "Si pruebas una vez" desta vez, apenas para o México, alcançando a sétima e quinta posição nas rádios mexicanas, respectivamente.
Com seu primeiro álbum publicado em 11 de maio de 2003, Ha*Ash conseguiu posicionar todos seus singles no Top 10 da rádio nacional no México, alcançando o cume com sua apresentação no Teatro Metropolitan na Cidade do México e graças ao sucesso alcançado.
Em 2004 gravaram uma edição especial do disco, que contém em DVD, os vídeos dos três primeiros singles, versão de bastidores, karaokê e uma entrevista. Esta nova versão obteve certificação de platina no México.

## Desempenho do álbum
O álbum alcançou o 3º lugar nas paradas de álbuns mexicanos e o 19º nos álbuns pop latino da Billboard dos EUA. Em fevereiro de 2003, recebeu seu primeiro disco de ouro por mais de 75.000 cópias no México.  Em março de 2004, a Ha*Ash recebeu um disco de platina por vendas de 140.000 cópias, No final de 2017, quatorze anos após seu lançamento, recebeu a certificação de ouro mais platina em território mexicano. Desde então, estima-se que o álbum tenha vendido cerca de 350.000 cópias em todo o mundo.

## Lista de faixas
| Edição Padrão |                        |                                            |                |         |  |
| N.º           | Título                 | Compositor(es)                             | Produtor(es)   | Duração |  |
| 1.            | "Soy mujer"            | Ashley Grace, Hanna Nicole, Áureo Baqueiro | Áureo Baqueiro | 3:30    |  |
| 2.            | "Odio amarte"          | Ashley, Hanna, Baqueiro                    | Baqueiro       | 3:30    |  |
| 3.            | "Te quedaste"          | Baqueiro, Leonel García                    | Baqueiro       | 3:46    |  |
| 4.            | "Estés en donde estés" | Baqueiro, Salvador Rizo                    | Baqueiro       | 4:01    |  |
| 5.            | "Prefiero"             | Baqueiro                                   | Baqueiro       | 4:08    |  |
| 6.            | "Deja de llover"       | Baqueiro                                   | Baqueiro       | 3:35    |  |
| 7.            | "Superficial"          | Ashley, Hanna, Baqueiro, Ana Vélez         | Baqueiro       | 3:35    |  |
| 8.            | "Milagros de ocasión"  | Baqueiro                                   | Baqueiro       | 3:32    |  |
| 9.            | "Si pruebas una vez"   | Juan Luis Broissin, Ángela Dávalos         | Baqueiro       | 3:20    |  |
| 10.           | "Extraña en la ciudad" | Baqueiro, Mónica Vélez                     | Baqueiro       | 4:01    |  |

| Edição Deluxe (DVD) |                        |         |  |
| N.º                 | Título                 | Duração |  |
| 1.                  | "Odio amarte"          |         |  |
| 2.                  | "Estés en dónde estés" |         |  |
| 3.                  | "Te quedaste"          |         |  |
| 4.                  | "Odio amarte"          |         |  |
| 5.                  | "Estés en dónde estés" |         |  |
| 6.                  | "Te quedaste"          |         |  |
| 7.                  | "Odio amarte"          |         |  |
| 8.                  | "Estés en dónde estés" |         |  |
| 9.                  | "EPK"                  |         |  |

## Desempenho nas tabelas musicais
| Chart (2003)                     | Posição |
| -------------------------------- | ------- |
| México (AMPROFON)                | 3       |
| Estados Unidos (Billboard Latin) | 19      |

| Ha*Ash (2003)        | Ha*Ash (2003)  | Ha*Ash (2003) |
| País/Associação      | Certificação   | Vendas        |
| -------------------- | -------------- | ------------- |
| Mundo - IFPI         | —              | 350 000+      |
| México - (AMPROFON)  | Ouro + Platina | 225.000+      |
| Ha*Ash Deluxe (2004) |                |               |
| País/Associação      | Certificação   | Vendas        |
| México - (AMPROFON)  | Platina        | 150.000+      |